# 長崎健司
長崎 健司（ながさき けんじ、1979年2月12日 - ）は、日本のアニメ演出家。マッドハウス出身。大阪府枚方市出身。

## 参加作品

### テレビアニメ
2001年
- ギャラクシーエンジェル（1-3、7、9、14、15、19、25話　制作進行)

2003年
- デ・ジ・キャラットにょ（演出）
- SPACE PIRATE CAPTAIN HERLOCK（制作進行）
- GUNSLINGER GIRL（OP演出）

2004年
- MONSTER（演出）

2005年
- 闘牌伝説アカギ 〜闇に舞い降りた天才〜（4話　演出）

2006年
- 牙 -KIBA-（助監督・演出）
- ケモノヅメ（11話　演出補佐）

2007年
- 大江戸ロケット（一座副頭取（助監督）・絵コンテ・演出）
- 機動戦士ガンダム00（助監督・絵コンテ・演出）

2008年
- 機動戦士ガンダム00 セカンドシーズン（助監督・絵コンテ・演出）

2010年
- はなまる幼稚園（絵コンテ・演出）

2011年
- 君に届け 2ND SEASON（絵コンテ）
- STAR DRIVER 輝きのタクト（絵コンテ）
- GOSICK -ゴシック-（絵コンテ）
- NO.6（監督）
- UN-GO（絵コンテ）

2012年
- ギルティクラウン（絵コンテ）
- 機動戦士ガンダムAGE（絵コンテ・演出・ED2・ED4絵コンテ・演出）
- エウレカセブンAO（絵コンテ）
- ROBOTICS;NOTES（絵コンテ）

2013年
- 絶園のテンペスト（絵コンテ・OP2絵コンテ・演出）
- アイカツ!（絵コンテ）
- ガンダムビルドファイターズ（監督）

2014年
- キャプテン・アース（OP2絵コンテ・演出）
- ガンダムビルドファイターズトライ（絵コンテ）

2015年
- 血界戦線（絵コンテ）
- Classroom☆Crisis（監督・絵コンテ）

2016年
- 僕のヒーローアカデミア（2016年 - 、監督〈第1期 - 第3期〉→総監督〈第4期 - 〉・絵コンテ・演出）

### 劇場アニメ
2010年
- 劇場版 機動戦士ガンダム00 -A wakening of the Trailblazer-（絵コンテ・演出・副監督）

2018年
- 僕のヒーローアカデミア THE MOVIE 〜2人の英雄〜（監督）

2019年
- 僕のヒーローアカデミア THE MOVIE ヒーローズ:ライジング（監督）

2021年
- 僕のヒーローアカデミア THE MOVIE ワールド ヒーローズ ミッション（監督）

2024年
- 僕のヒーローアカデミア THE MOVIE ユアネクスト（アニメーションアドバイザー）

### OVA
- 48×61（2004年、演出）※劇場作品「スチームボーイ」DVD特典アニメーション
- 天上天下 ULTIMATE FIGHT（2005年、OP演出）

### Webアニメ
- ガンダムビルドファイターズ GMの逆襲（2017年、監督）